# Jay Simpson
Jay-Alistaire Frederick "Jay" Simpson (nascut l'1 de desembre de 1988) és un futbolista anglès que actualment juga al Hull City.